# Данилин, Вячеслав Вячеславович
Вячесла́в Вячесла́вович Дани́лин (род. 14 марта 1984, Октябрьский, Люберецкий район, Московская область, СССР) — российский футболист, полузащитник.

## Карьера

### Клубная
В 2002—2006 годах выступал за дублирующий состав клуба «Москва», выигрывал в его составе медали всех трёх степеней — золото в 2004 году, серебро в 2005 году и бронзу в 2006 году. В 2004 году был арендован «Факелом». За основной состав «Москвы» в Премьер-лиге дебютировал 27 августа 2005 года в матче против московского «Динамо» (2:1). В 2007 году подписал контракт с даугавпилсской «Даугавой». В латвийской Высшей лиге дебютировал 13 апреля в матче против «Риги» (1:3). В 2009 году защищал цвета «Динабурга». В 2010 году пополнил ряды «Газовика». В сезоне 2011/12 выступал за «Салют». В 2012 году перешёл в пензенский «Зенит». В феврале 2014 года подписал контракт с «Рязанью». В июне 2015 года пополнил ряды «Соляриса». Завершил карьеру в 2019 году в «Велесе».

### В сборной
В 2004 году провёл 2 матча за молодёжную сборную России: 28 января против олимпийской сборной Китая (0:3) и 1 февраля против олимпийской сборной Марокко (0:2).

## Достижения
- Обладатель Кубка Латвии: 2008
- Победитель Второго дивизиона (2): 2010 (зона «Урал-Поволжье»), 2011/12 (зона «Центр»)
- Серебряный призёр зоны «Центр» Второго дивизиона: 2014/15
- Бронзовый призёр зоны «Запад» Второго дивизиона (2): 2015/16, 2018/19

## Личная жизнь
Женат, есть сын Андрей (род. 2009). Отец Вячеслав Вадимович (род. 1958) также был профессиональным футболистом.